# Wudang (Guiyang)
Wudang (chinesisch 乌当区, Pinyin Wūdāng Qū) ist ein chinesischer Stadtbezirk der bezirksfreien Stadt Guiyang, der Hauptstadt der Provinz Guizhou im Südwesten der Volksrepublik China. Er hat eine Fläche von 684,9 km² und zählt 252.800 Einwohner (Stand: Ende 2018). Regierungssitz ist das Straßenviertel Xintian (新天街道).

## Administrative Gliederung
Auf Gemeindeebene setzt sich der Stadtbezirk aus zwei Straßenvierteln, fünf Großgemeinden und sechs Gemeinden zusammen. 